# Jeremy Landenbergue
Jérémy J. Bernard Landenbergue (* 21. Juli 1993) ist ein ehemaliger Schweizer Basketballspieler.

## Laufbahn
Der aus Coinsins im Kanton Waadt stammende Landenbergue begann bei Pully Basket mit dem Basketballsport, spielte als Jugendlicher ab 2007 dann vier Jahre lang in der Nachwuchsakademie des französischen Vereins Besançon Basket Club und ging 2011 in die Vereinigten Staaten. Dort studierte und spielte Landenbergue bis 2013 am Cuesta College im Bundesstaat Kalifornien.
2013 ging er nach Frankreich zurück und spielte ein Jahr im Nachwuchs des Vereins Olympique d’Antibes. Im Dezember 2014 wurde Landenbergue vom Schweizer Nationalligisten BC Boncourt unter Vertrag genommen. Dort blieb er bis zum Ende des Spieljahres 2016/17.
In der Saison 2017/18 stand der Aufbauspieler zunächst in Diensten des slowakischen Erstligisten MBK Handlova, im Januar 2018 wechselte er zu Pully Basket in die Schweiz. Er begann das Spieljahr 2018/19 beim französischen Drittligaverein Golbey Epinal Thaon (GET) Vosges, im Januar 2019 kehrte er in sein Heimatland zurück und verstärkte fortan den Nationalligisten BBC Monthey-Chablais. Er blieb dort bis zum Ende der Saison 2018/19. Danach war er vereinslos, Anfang Januar 2020 wurde er von Pully Basket verpflichtet. Mitte März 2020 gab der französische Drittligist CEP Lorient seine Verpflichtung bekannt.
In der Saison 2021/22 spielte er bis Dezember 2021 für Þór Akureyri in Island, ehe er einen Kreuzbandriss erlitt. Zur Saison 2022/23 kehrte Landenbergue zum BBC Monthey zurück.

### Nationalmannschaft
Landenbergue trug das Nationaltrikot der Schweiz bei B-Europameisterschaftsturnieren in den Altersklassen U16 und U20, zudem nahm er mit der Studentennationalmannschaft an der Sommeruniversiade 2015 in Korea teil.